# Vilaverdense Futebol Clube
Il Vilaverdense Futebol Clube, noto semplicemente come Vilaverdense e dal 2020 al 2024 come Länk FC Vilaverdense, è una società calcistica portoghese con sede nella città di Vila Verde, fondata nel 1953.
Attualmente milita nella Terceira Liga, la terza divisione del campionato portoghese di calcio.

## Rosa 2023-2024
Rosa e numerazione aggiornate al 10 settembre 2023.
| N. |                                | Ruolo | Calciatore              |
| -- | ------------------------------ | ----- | ----------------------- |
| 1  | Portogallo (bandiera)          | P     | Ivo Gonçalves           |
| 3  | Brasile (bandiera)             | D     | Laércio                 |
| 4  | Canada (bandiera)              | C     | Rohun Kawale            |
| 6  | Mali (bandiera)                | C     | Bakary Konaté           |
| 7  | Portogallo (bandiera)          | C     | Gonçalo Teixeira        |
| 8  | Portogallo (bandiera)          | C     | João Caiado             |
| 9  | Svezia (bandiera)              | A     | Simon Karlsson Adjei    |
| 10 | Portogallo (bandiera)          | C     | André Soares (capitano) |
| 11 | Portogallo (bandiera)          | A     | Bruno Silva             |
| 12 | Nigeria (bandiera)             | D     | Emmanuel Maviram        |
| 18 | Portogallo (bandiera)          | D     | David Martins           |
| 19 | Portogallo (bandiera)          | D     | Armando Lopes           |
| 20 | Capo Verde (bandiera)          | C     | Yannick Semedo          |
| 21 | São Tomé e Príncipe (bandiera) | C     | Harramiz                |

| N. |                          | Ruolo | Calciatore        |
| -- | ------------------------ | ----- | ----------------- |
| 23 | Capo Verde (bandiera)    | C     | Ericson           |
| 26 | Portogallo (bandiera)    | D     | João Batista      |
| 27 | Portogallo (bandiera)    | D     | Carlos Freitas    |
| 47 | Guinea-Bissau (bandiera) | A     | N'Anso Fati       |
| 70 | Portogallo (bandiera)    | A     | Boubacar Hanne    |
| 82 | Portogallo (bandiera)    | P     | Cajó              |
| 88 | Portogallo (bandiera)    | C     | Lénio Neves       |
| 89 | Portogallo (bandiera)    | A     | Zé Pedro          |
| 94 | Brasile (bandiera)       | D     | Rafael Viegas     |
|    | Portogallo (bandiera)    | P     | Rogério           |
|    | Brasile (bandiera)       | D     | Gustavo de França |
|    | Portogallo (bandiera)    | C     | Lucas Teixeira    |
|    | Mali (bandiera)          | C     | Sacko             |